# Sunil Gangopadhyay
Sunil Gangopadhyay (Bengalí: সুনীল গঙ্গোপাধ্যায় Shunil Gônggopaddhae), (7 de septiembre de 1934 - 23 de octubre de 2012) fue un poeta y novelista indio. Nacido en Faridpur, Bangladés, Gangopadhyay obtuvo su grado de Maestría en bengalí de la Universidad de Calcuta, en 1953 con algunos de sus amigos comenzaron una revista de poesía bengalí Krittibas. Más tarde escribió para muchas publicaciones diferentes. 
Ganguly creó el personaje de ficción bengalí Kakababu y escribió una serie de novelas sobre este personaje que se convirtió en importante en la literatura infantil de la India. Recibió premio Sahitya Akademi en 1985 por su novela Los Días (Sei Samaya). Gangopadhyay utiliza los seudónimos Nil Lohit, Sanatan Pathak, y Nil Upadhyay.
Sunil Gangopadhyay murió a las 2:05 del 23 de octubre de 2012 en su residencia del sur de Calcuta, a raíz de un ataque al corazón.

## Obra

### Poesía
- Eka Ebong Koyekjon[6]
- Hathat Nirar Janya
- Bhorbelar Upohar
- Sada Prishtha tomar sange
- Sei Muhurte Nira
- Kaydata Shikhe Nebe

### Novelas
- Atmaprakash  (1964)[6]
- Chaya Darshon
- Anno Jiboner Shad
- Shopno Somvob
- Suniler Satdin
- Rani O Obinash
- Kothay Alo
- Jol Jongoler Kabbo
- Ekti Rat Tinti Jibon
- Jomoj Kahini
- Madhu Kahini
- Otyagsahan
- Gonesh Diye Shuru
- Unmochoner Muhurte
- Adhar Raater Atithi
- Aakash Paatal
- Asroy
- Alpona Aar Shikha
- Achena Manush
- Aamar Swapna
- Nadir Opar
- Satyer Aral
- Sei Somoy
- Pratham Alo
- Poorba-Pashchim
- Nihsanga Samrat (2005)
- Moner Manus (2008)
- Bosudha o tar meye(2010)
- Saraswati-r pa-er kacche(2012)

### Autobiografía
- Ardhek Jibon
- Chabir Deshe, Kabitar Deshe

#### Series de Kakababu
- Sabuj Dwiper Raja
- Kakababu O Sindukrahasya
- Kakababu O Bajralama
- Santu Kothay, Kakababu Kothay
- Vijaynagarer Hire
- Jangaler Modhe Ek Hotel
- Bhayankar Sundoor
- Santu O Ak Tukro Chand
- Kakababu Herey Gelen?
- Kolkatar Jongole
- Bhopal Rahashya
- Pahar Churae Atanka
- Khali Jahajer Rohosyo
- Agun Pakhir Rohoshyo
- Kakababu Bonam Chorashikari
- "Sadhubabar haat (historia corta)"
- Ulka Rahoshsho
- Kakababu O Ek Chhodmobeshi
- Ebar Kakababur Protishodh
- Mishor Rohoshsho (Misterio en Egipto)
- Kakababu O Ashchorjo Dweep
- Agneyogirir peter madhye
- Kakababu O Jaladashu
- Golokdhandhay Kakababu
- Kakababu Samagra (1-6)
- 'Kakababu O Chadan Dossu'

### Libros traducidos
- First Light[7] ISBN 978-0-14-100430-3
- Those days[7] ISBN 0140268529
- East-West[7] Penguin Books India
- The Lovers and the other stories[7] ISBN 81-7189-838-6
- Pratidwandi[7] ISBN 81-250-1902-2
- Murmur in the Woods[7] ISBN 81-220-0568-3
- The Youth[7] ISBN 81-291-0125-4
- Ranu O Bhanu[7] Translated by Sheila Sengupta
- The Lonely Monarch[7] tradujo Swapna Dutta, ISBN 978-93-5009-628-4